# Gambut Jaya
Gambut Jaya is een bestuurslaag in het regentschap Muaro Jambi van de provincie Jambi, Indonesië. Gambut Jaya telt 986 inwoners (volkstelling 2010).